# المحادثات اللبنانية-الإسرائيلية

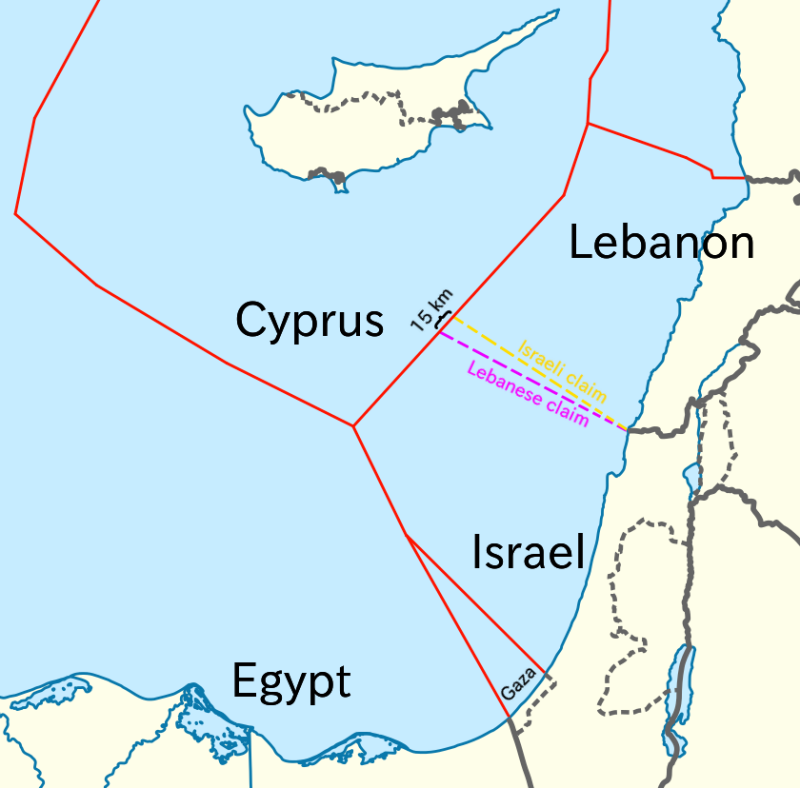
منطقة اقتصادية متصارع عليها بين إسرائيل وجيرانها

بدأت مفاوضات ترسيم الحدود البحرية بين إسرائيل ولبنان في 14 تشرين الأول (أكتوبر)، 2020. كانت هذه هي المرة الأولى منذ 30 عامًا التي جرت فيها مفاوضات بين إسرائيل ولبنان. جرت الجولة الأولى في قاعدة الأمم المتحدة في مقر اليونيفيل في بلدة الناقورة بجنوب لبنان. حضر الجولة الأولى من المحادثات مساعد وزير الخارجية الأميريكية لشؤون الشرق الأدنى ديفيد شينكر، الذي توسط بين الطرفين، ومنسق الأمم المتحدة الخاص للبنان يان كوبيش. كما أعرب شينكر عن أمله في أن تكون الخطوة مجرد ابتلاع أولى على الطريق لمزيد من التحركات الديپلوماسية. في هذه الجولة، مثل إسرائيل عدي أديري، مدير عام وزارة الطاقة، بينما مثل لبنان العميد بسام ياسين، نائب رئيس أركان العمليات في الجيش اللبناني.

## تأجيل
تم تأجيل المفاوضات منذ ذلك الحين حيث وصل كلا البلدين إلى طريق مسدود. وكان وزير الطاقة الإسرائيلي يوفال شتاينتس قد غرد بأن «لبنان غير موقفه من ترسيم الحدود البحرية مع إسرائيل سبع مرات». عدم الاتساق في ترسيم الحدود البحرية اللبنانية هو السبب الرئيسي وراء توقف هذه المحادثات. كان الرئيس اللبناني ميشال عون يرغب في مواصلة هذه المفاوضات وترسيم الحدود البحرية اللبنانية-الإسرائيلية بالشكل المناسب لمصلحة الجمهورية اللبنانية.

## تطور
- في 12 نيسان (أبريل) 2021، وقع وزير الأشغال العامة والنقل في حكومة تصريف الأعمال ميشال نجار وثيقة توسع مطالبة لبنان بـ 1400 كيلومتر مربع.[7]